# Mizuho Fukushima
Mizuho Fukushima,  (福島瑞穂?, Fukushima Mizuho) (Nobeoka, 24 dicembre 1955), è una politica e avvocato giapponese, è stata presidente del Partito Socialdemocratico dal 2003 al 2013. Fukushima è stata anche ministro di stato per gli affari dei consumatori, la sicurezza alimentare, gli affari sociali e l'uguaglianza di genere nel gabinetto del primo ministro Yukio Hatoyama dal 16 settembre 2009 al 28 maggio 2010..

## Biografia
Fukushima partecipava regolarmente al popolare programma televisivo Koko ga hen da yo, nihonjin, in cui eminenti personalità giapponesi discutono gli aspetti della società e della cultura della propria nazione insieme agli stranieri residenti in Giappone.
Il 30 maggio 2010, il SDP ha lasciato la coalizione di governo, poiché il presidente Yukio Hatoyama ha rimosso Mizuho Fukushima dal suo ruolo di ministro. Fukushima è infatti contraria alla risistemazione della base militare statunitense sull'isola di Okinawa. La popolazione locale chiede lo spostamento della base lamentandosi del rumore e dell'inquinamento dei mezzi militari, ma anche temendo molestie e soprusi, di cui si hanno precedenti, da parte dei circa 23.500 marines presenti.
Hatoyama, pressato dagli U.S.A., è così venuto meno ad un'importante promessa fatta ai suoi elettori.